# Gymnogobius castaneus
Gymnogobius castaneus är en fiskart som först beskrevs av O'shaughnessy, 1875.  Gymnogobius castaneus ingår i släktet Gymnogobius och familjen smörbultsfiskar. Inga underarter finns listade i Catalogue of Life.